# Южная Ютландия (амт)

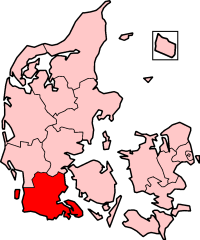
Южная Ютландия на карте Дании

Южная Ютландия (дат. Sønderjyllands Amt) — бывший амт в Дании, ныне в составе области Южная Дания. Создан в 1970 году путём объединения амтов Хадерслев, Сённерборг, Тённер и Обенро. В 2007 в результате административной реформы был упразднён, войдя вместе с амтами Фюмт и Рибе и частью амта Вайле во вновь образованный регион Южная Дания.
На юге граничит с землёй Шлезвиг-Гольштейн Федеративной Республики Германия.

## Коммуны
В состав амта входило 23 коммуны.
- Аугустенборг (Augustenborg)
- Бов (Bov)
- Бредебро (Bredebro)
- Броагер (Broager)
- Кристианфельд (Christiansfeld)
- Грам (Gram)
- Гростен (Gråsten)
- Хадерслев (Haderslev)
- Хойер (Højer)
- Луннтофт (Lundtoft)
- Лёгумклостер (Løgumkloster)
- Норборг (Nordborg)
- Нёрре-Рангструп (Nørre-Rangstrup)
- Рёддинг (Rødding)
- Рёдекро (Rødekro)
- Скербек (Skærbæk)
- Сунневед (Sundeved)
- Сюдалс (Sydals)
- Сённерборг (Sønderborg)
- Тинглев (Tinglev)
- Тённер (Tønder)
- Войенс (Vojens)
- Обенро (Aabenraa)